# Raïon de Pastavy
Le raïon de Pastavy (en biélorusse : Пастаўскі раён, Pastawski raïon ; en russe : Поставский район, Postavski raïon) est une subdivision de la voblast de Vitebsk, en Biélorussie. Son centre administratif est la ville de Pastavy.

## Géographie

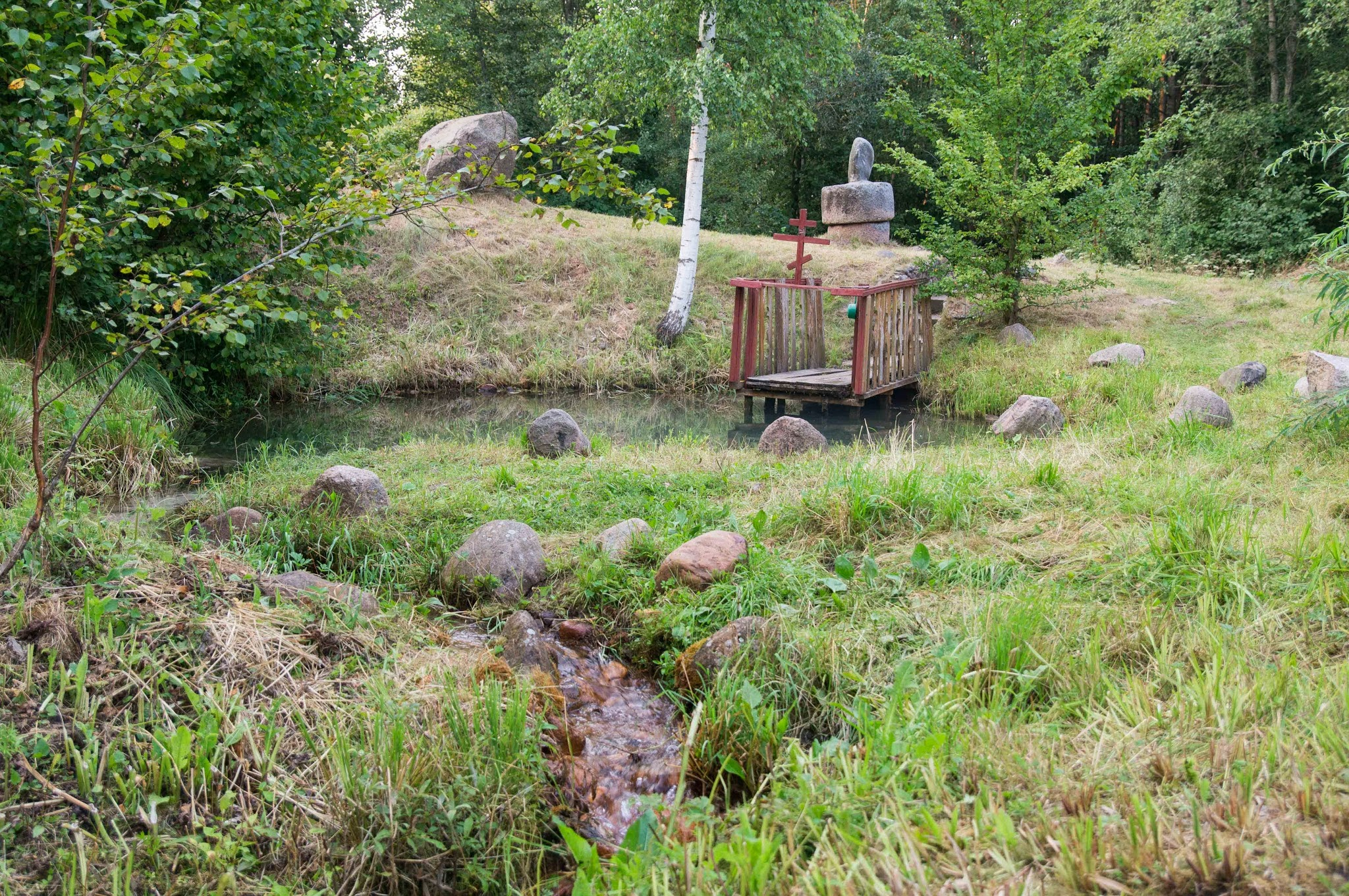
Une source dans le raïon de Pastavy. Aout 2015.

Le raïon couvre une superficie de 2 096,44 km2, dans l'ouest de la voblast. Le raïon de Pastavy est limité au nord par le raïon de Braslaw et le raïon de Charkowchtchyna, à l'est par le raïon de Hlybokaïe, au sud par le raïon de Dokchytsy et la voblast de Minsk (raïon de Miadzel), et à l'ouest par la voblast de Hrodna (raïon d'Astravets) et la Lituanie.

## Histoire
Le raïon de Pastavy a été créé le 17 juillet 1924.

## Population

### Démographie
Les résultats des recensements de la population (*) font apparaître une diminution rapide de la population du raïon depuis 1959.
| 1959*  | 1970*  | 1979*  | 1989*  | 1999*  | 2009*  |
| ------ | ------ | ------ | ------ | ------ | ------ |
| 66 654 | 62 801 | 57 724 | 49 911 | 48 355 | 39 487 |

### Nationalités
Selon les résultats du recensement de 2009, la population du raïon se composait des nationalités suivantes :
- 85,81 % de Biélorusses ;
- 8,99 % de Russes ;
- 2,73 % de Polonais ;
- 1,26 % d'Ukrainiens.

### Langues
En 2009, la langue maternelle était le biélorusse pour 72,86 % des habitants du raïon de Pastavy et le russe pour 25,31 %. Le biélorusse était parlé à la maison par 54,16 % de la population et le russe par 43,95 %.